# Táctica de Bastón
Una táctica de bastón o baton charge es una táctica coordinada para dispersar multitudes de personas, generalmente utilizada por la Policía antidisturbios, paramilitares o militares en respuesta al desorden público. En el subcontinente indio, una larga vara de bambú, llamada lathi en hindi y urdu, se utiliza para controlar multitudes, y la expresión lathi charge se emplea comúnmente para describir la acción.

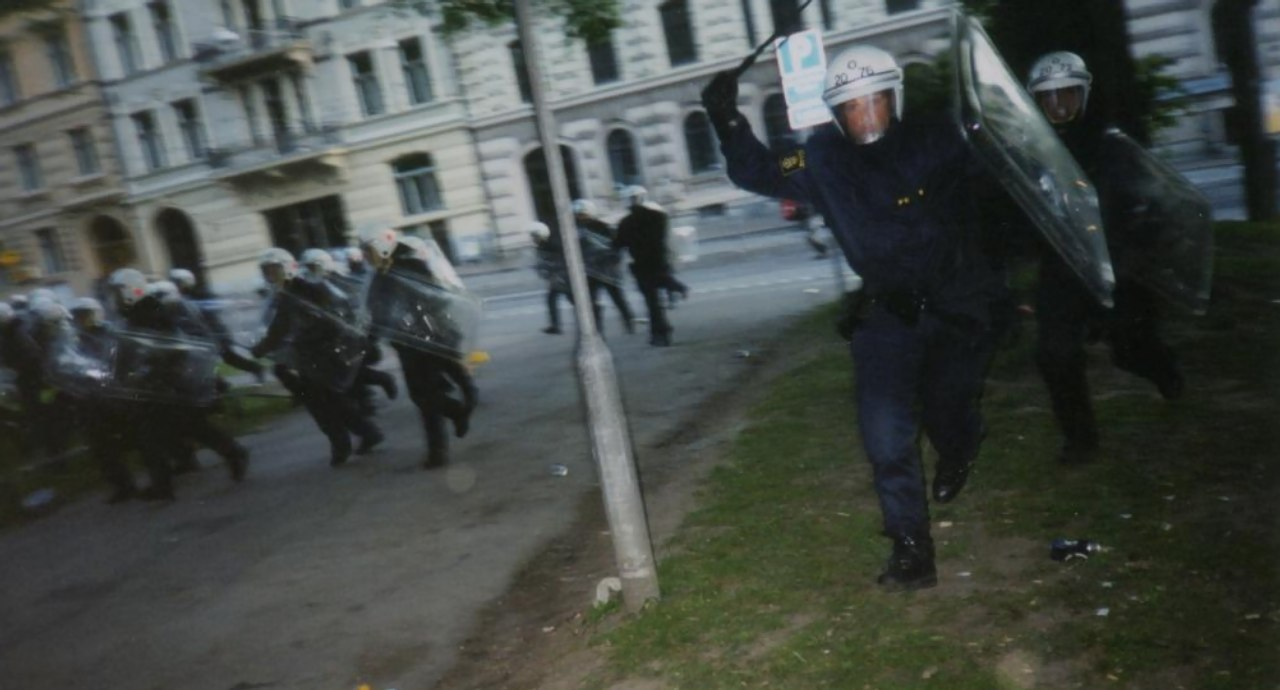
Policías realizando una táctica de bastón durante las Protestas durante la cumbre de la UE en Gotemburgo 2001 en Suecia

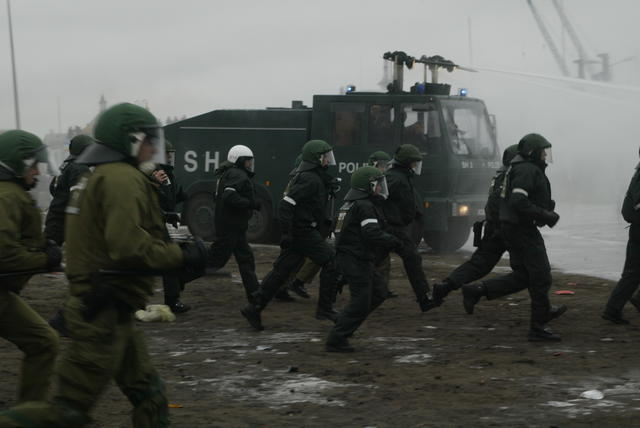
Antidisturbios de la Policía Federal Alemana realizando una Táctica de Bastón en contra de unos manifestantes.

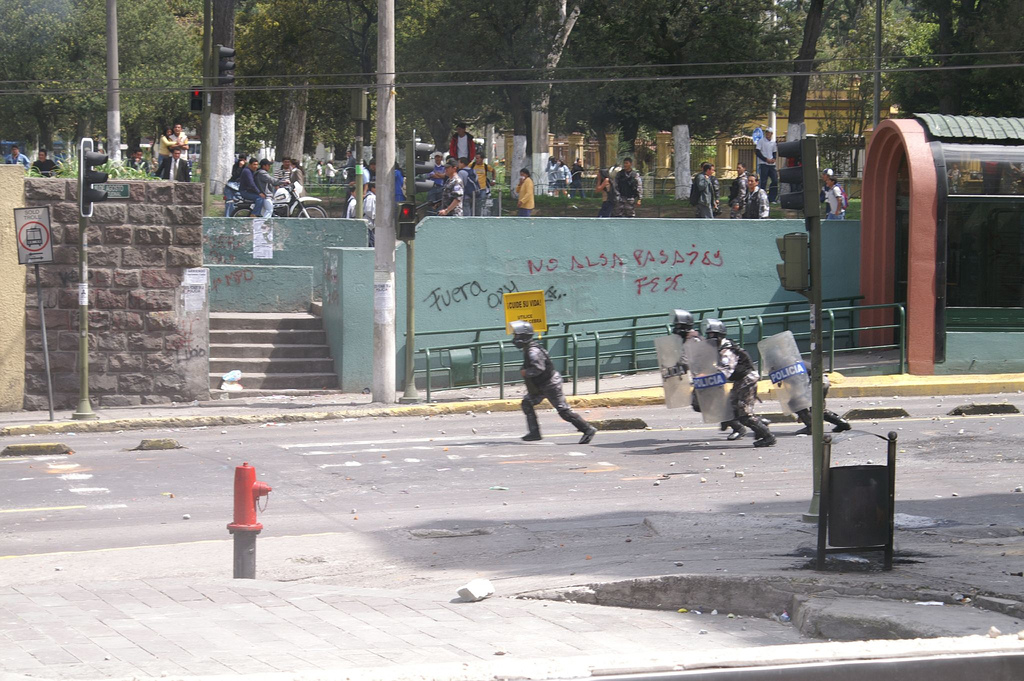
Miembros de la Compañía del Mantenimiento del Orden de la Policía Nacional del Ecuador realizando una Táctica de Bastón

La táctica implica que agentes de policía persigan a las personas con un bastón contra una multitud de personas y, en algunos casos, usan los escudos antidisturbios para empujarlos. También consiste en correr y detenerse por momentos  y después correr nuevamente hacia la multitud golpeando a la gente con sus Bastones y, en algunas situaciones, usan escudos antidisturbios para alejarlos. La táctica de bastón está diseñada para causar dolor o miedo, con la esperanza de que las multitudes se vean obligadas a alejarse del lugar y dispersarlas.

## Historia

### Reglamento británico
Durante el dominio británico en la India, las tácticas de lathi eran un método común utilizado por la policía para dispersar las protestas de los activistas independentistas indios. En 1928, Lala Lajpat Rai resultó gravemente herida durante ataques de lathi mientras protestaba contra las políticas gubernamentales. Posteriormente, Rai se dirigió a la multitud y dijo: 
 "Declaró que los golpes que me han dado hoy serán los últimos clavos en el ataúd del dominio británico en la India". 
Rai murió a causa de sus heridas el 17 de noviembre de 1928.

### Después de 1947
La policía de india, Paquistán y bengalí utiliza la táctica de lathi para dispersar a los manifestantes en el sur de Asia.

## Otros métodos
- En el subcontinente indio, especialmente en India, Bangladesh, Pakistán y Sri Lanka, se utiliza una vara o bastón de bambú largo, llamado lathi, para controlar multitudes. Algunas fuerzas policiales indias utilizan lathis de alrededor de 1,5 m (5 pies) de largo, pero en otros lugares los lathis son más cortos. El término Táctica de lathi es utilizado por los medios de comunicación indios y paquistaníes. En Bangladesh, el usuario del bastón se llama lathiyal y los lathials tienen una larga historia de vigilancia. El khela lathi es un arte marcial tradicional bengalí.[3]

- En Hong Kong, específicamente durante las Protestas en Hong Kong de 2019-2021, la unidad especial de policía Escuadrón Táctico Especial utilizó las mismas tácticas y fue criticada por usar fuerza excesiva contra la multitud de manifestantes y los periodistas para disolver la protesta.[4]